# 天野一哉
天野 一哉（あまの かずや、1962年7月 -2025年7月25日 ）は、日本のジャーナリスト、星槎大学教授。
京都市東山区（現山科区）生まれ、大津市育ち。公立高校中退後、スイミングスクールのインストラクターをする。大学入学資格検定に合格。1981年早稲田大学第二文学部史学科入学、88年同第一文学部東洋史学科卒業。1992年中華人民共和国中央戯劇学院に留学。学習塾、予備校、大学の講師などをし、96年より教育問題・中国関連の記事を執筆。2009年星槎大学共生科学部准教授。なお、現在は星槎大学共生科学部教授である。2010年日本共生科学会理事。
2025年7月25日　病気により63歳で死去。

## 著書
- 『学校をすてる人びと アウトレットたちの挑戦』ポケットブック社 1997
- 『子供が「個立」できる学校 日米チャータースクールの挑戦・最新事情』角川oneテーマ21 2001
- 『ITが地球環境を救う 「情流」がもたらす環境革命』松田晃一監修 ダイヤモンド社 2003
- 『中国はなぜ「学力世界一」になれたのか 格差社会の超エリート教育事情』中公新書ラクレ 2013

共著
- 『民間校長、中学改革に挑む』藤原和博共著 日本経済新聞社 2003

## 論文
- Cinii

## 注
1. ↑  『現代日本人名録』2002年
2. ↑  『中国はなぜ「学力世界一」になれたのか』著者紹介